# Мит о трговини људима у међународном кривичном праву (књига)
Мит о трговини људима у међународном кривичном праву је књига аутора проф. др Бранислава Ристивојевића, објављена у издању Правног факултета у Новом Саду. У књизи аутор критички разматра концепт трговине људима, његову примену у међународном кривичном праву, као и импликације које постојећи приступи и дефиниције имају на правосудне системе и људска права у различитим земљама.